# Mercurana myristicapalustris
Mercurana myristicapalustris es una especie de anfibio anuro de la familia Rhacophoridae, la única conocida del género Mercurana.

## Distribución geográfica yhábitat
Es endémica de las zonas pantanosas de las estribaciones occidentales de los Ghats occidentales (India). Su rango altitudinal oscila alrededor de 184 m s. n. m..